# Краснознаменское сельское поселение (Воронежская область)
Краснознаменское сельское поселение — муниципальное образование в Лискинском районе Воронежской области.
Административный центр — село Лискинское.

## История
В 2015 году Краснознаменское сельское поселение заняло 3-е место на конкурсе «Самый благоустроенный город России» в категории сельских поселений.

## Население
| 2010  | 2012  | 2013  | 2014  | 2015  | 2016  | 2017  |
| ----- | ----- | ----- | ----- | ----- | ----- | ----- |
| 1570  | ↘1532 | ↘1517 | ↘1500 | ↘1483 | ↘1461 | ↘1445 |
| 2018  |       |       |       |       |       |       |
| ↗1449 |       |       |       |       |       |       |

## Населённые пункты
В состав поселения входят 2 населённых пункта:
1. село Лискинское
2. посёлок 2-го отделения совхоза «2-я Пятилетка»